# Kunzeana semiluna
Kunzeana semiluna är en insektsart som beskrevs av Ruppel och Delong 1951. Kunzeana semiluna ingår i släktet Kunzeana och familjen dvärgstritar. Inga underarter finns listade i Catalogue of Life.